# Calciofarmacoalumita
La calciofarmacoalumita és un mineral de la classe dels fosfats que pertany al grup de la farmacoalumita.

## Característiques
La calciofarmacoalumita és un arsenat de fórmula química Ca₀,₅Al₄(AsO₄)₃(OH)₄·5H₂O. Va ser aprovada com a espècie vàlida per l'Associació Mineralògica Internacional en el mes de juliol de l'any 2024, i encara resta pendent de publicació. Cristal·litza en el sistema isomètric.
L'exemplar que va servir per a determinar l'espècie, el que es coneix com a material tipus, es troba conservat a les col·leccions del Museu Mineralògic Fersmann, de l'Acadèmia de Ciències de Rússia, a Moscou (Rússia), amb el número de registre: 5744/1.

## Formació i jaciments
Va ser descoberta a la mina Obdilya, propera a la localitat de Chauvai, a la província de Batkén (Kirguizstan). Aquesta mina és l'únic indret de tot el planeta on ha estat descrita aquesta espècie mineral.